# Incêndio no MS Norman Atlantic
O MS Norman Atlantic é uma balsa roll-on/roll-off de passageiros adquirida pela empresa italiana de balsas Visemar di Navigazione. A balsa foi fretada para a empresa grega ANEK Lines em dezembro de 2014. No dia 28 de dezembro de 2014 ela estava no Estreito de Otranto, no Mar Adriático quando começou um incêndio a bordo. Durante o resgate operações foram recuperados os corpos de nove vítimas (três passageiros gregos, dois italianos, dois alemães, um georgiano e um turco); faltando são 19, incluindo nove passageiros gregos, quatro turcos, dois italianos, um alemão, um iraquiano e dos sírios ilegal). Dois marinheiros do rebocador albanês Iliria morreu em um acidente durante o reboque do navio. Segundo a ANEK Lines o número de passageiros e tripulantes na balsa de acordo com o manifesto era de 475 pessoas. Mas em 31 de dezembro de 2014 as informações relatavam que havia 499 pessoas abordo da balsa, incluindo 487 passageiros e 12 tripulantes.

## Sobre a balsa
A navio tem 186 m (610 ft) de comprimento com boca de 25,6 m (84,0 ft) e calado com 6,71 m (22,0 ft). Ela possui dois motores a diesel MAN B&W 9L48/60B que fazem o navio atingir 24 kn (44,4 km/h).